# Entephria clementia
Entephria clementia là một loài bướm đêm trong họ Geometridae.